# Plaza de San Bruno (Zaragoza)
La plaza de San Bruno es una plaza de Zaragoza, ubicada en el casco antiguo de la ciudad.
El nombre de la plaza es en honor a San Bruno, fundador de la orden de los cartujos, y porque antaño una imagen suya presidía la entrada al espacio dependiente de esta orden, cuya sede estaba en la plaza.
Los domingos acoge un pintoresco mercadillo de antigüedades donde participan tanto los dueños de los anticuarios de la propia plaza como otros comerciantes que instalan allí sus puestos.

## Historia

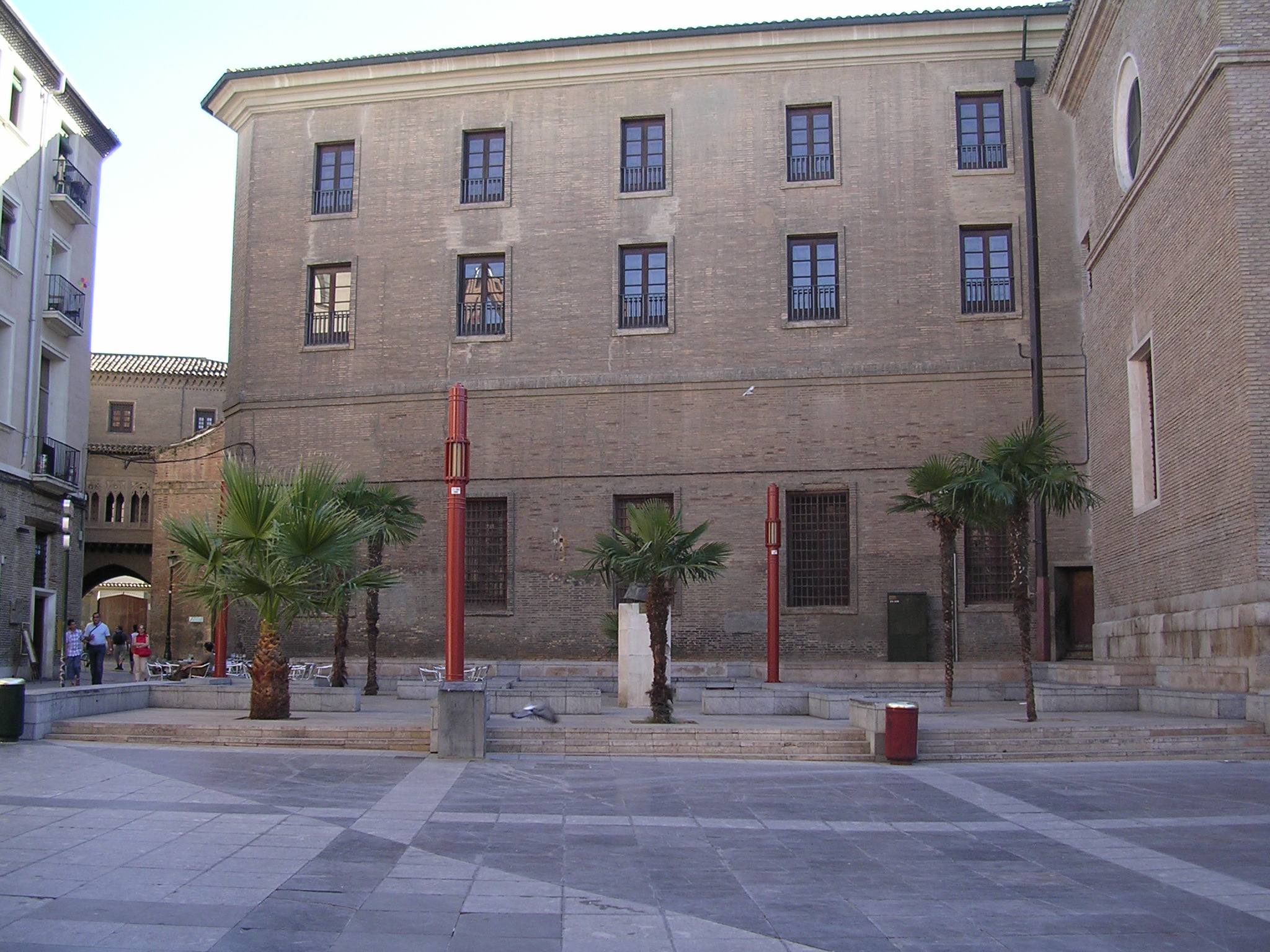
Vista de la Plaza de San Bruno.

Desde la Baja Edad Media aquí se encontraban las casas de las familias nobles de la ciudad, junto a la Seo. Destacaban las desaparecidas casas de los Esmir, ubicada junto a la calle del Sepulcro y la Aduana Vieja en la antigua plaza del Reino. 
Por otra parte destacan la Casa del Deán del siglo XII y la casa de Lazán, las cuales aun hoy se pueden ver. 
En la primera destaca su pasadizo bajo el Arco del Deán que comunica la casa de este con la Seo. En la casa de Lazán nació el General Palafox en 1776.

## Servicios
En 1958 fue renovado y en el año 2000 se ubicó en ella el Museo del Puerto Fluvial de Caesaraugusta.
Desde 1992 en el número 9 está la sede de la Fundación Ecología y Desarrollo (ECODES).